# Max et son taxi
Pour plus de détails, voir Fiche technique et Distribution.
Max et son taxi (titre original : Max in a Taxi) est un film américain réalisé par Max Linder, sorti en 1917.

## Synopsis
Après une nuit agitée avec deux compagnons, Max est chassé de chez lui par ses parents, excédés par son comportement. Sans le sou, il trouve un emploi comme chauffeur de taxi. Problème : il ne sait pas conduire,.

## Fiche technique
- Titre original : Max in a Taxi
- Titre français : Max et son taxi
- Réalisation : Max Linder
- Scénario : Max Linder
- Photographie : Arthur Reeves
- Pays d'origine : États-Unis
- Format : Noir et blanc - 1,33:1 - Film muet
- Genre : comédie
- Date de sortie : 1917

## Distribution
- Max Linder
- Martha Mansfield
- Mathilde Comont (non créditée)
- Ernest Maupain (non crédité)